# Suicide (personaggio)
Suicide è un personaggio del videogioco TNA Impact! (2008), in seguito trasportato nella realtà, appartenente al mondo del wrestling professionistico.

## Storia

### Videogioco
Suicide viene creato dal nulla dalla Midway Games per il videogioco TNA Impact!, pubblicato il 9 settembre 2008, con la voce del wrestler Brandon Silvestry (meglio conosciuto come Senshi). 

Nel gioco la sua missione è scalare le vette della TNA verso il titolo TNA World Heavyweight Championship cominciando da una faida con Homicide ed Hernandez per poi essere reclutato nel main Roster da Kevin Nash e conquistare la categoria tag team ed X Division per ottenere il titolo mondiale da Kurt Angle. Ma deve affrontare un nuovo e potente avversario, Jeff Jarrett!

### Wrestling
Dopo il successo ottenuto con il videogioco, il personaggio di Suicide viene interpretato da Frankie Kazarian ed esordisce nella puntata di Impact! del 14 agosto 2008, attaccando Chris Sabin e Alex Shelley che formano la stable di Motor City Machine Guns (MCMG).
Nell'episodio del 14 Maggio 2009 Suicide subisce l'attacco di Motor City Machine Guns e dei 'Lethal Consequences' (Jay Lethal e Consequences Creed) che cercano di smascherarlo senza successo.
Al Destination X Suicide (impersonato da Christopher Daniels per causa di un infortunio di Kazarian), conquista il titolo TNA X Division Championship in un Ultimate X match. 
Nel mese di Maggio al Sacrifice Suicide (Kazarian) lotta con Christopher Daniels (assistito dai MCMG) e l'incontro (fissato da un tempo limite) finisce con un pareggio.
A giugno dello stesso anno allo Slammiversary Suicide conserva il titolo X Division battendo Jay Lethal, Consequences Creed e i MCMG in un King of the Mountain match.
Il 16 Luglio in un Feast or Fired Suicide perde il titolo contro Homicide e dopo aver comunque conquistato una veligetta.
Ad Hard Justice ritorna per lottare in un Steel Asylum match contro Christopher Daniels, Chris Sabin, Amazing Red, Alex Shelley, Jay Lethal, Consequences Creed e D'Angelo Dinero. Suicide (sempre impersonato da Kazarian) perde ed apre una faida con Dinero.
Nel mese di settembre lotta contro Dinero al No Surrender e perde in un Falls Count Anywhere match. Qualche settimana prima Dinero lo aveva già sconfitto e nel successivo episodio di Impact! Suicide riesce a battere Dinero in un Street Fight match.
Nell'episodio di Impact! del 15 Ottobre Homicide riesce a togliere la maschera a Suicide rivelandone l'identità di Kazarian.
Nell'episodio del 3 Dicembre, Suicide cessa la faida con Dinero e si unisce ad esso per lottare  (assieme a Matt Morgan ed Hernandez) contro Rhino, il Team 3D e Jesse Neal e dove, nel Final Resolution successivo sconfiggono gli avversari in un 'eight-man elimination tag team match'.
Nel Giugno del 2010 e dopo la rinuncia di Kazarian, le vesti di Suicide viene affidate al wrestler giapponese Akira Kawabata (già conosciuto in TNA come Kiyoshi) che in un episodio di Xplosion del mese successivo sconfigge Eric Young. Nel mese di settembre, Suicide (Akira Kawabata) viene sconfitto da Kazarian.
Il 13 Ottobre, il profilo di Suicide viene rimosso dal sito della TNA dopo che Kiroshi apparse senza la maschera di Suicide nelle trasmissioni dell'8 Ottobre.
Nelle registrazioni di Xplosion del 31 Gennaio del 2011 la gimmick di Suicide viene di nuovo affidata a Christopher Daniels e nell'edizione di Impact del 12 Maggio il personaggio combatte il suo ultimo incontro perdendo contro Sangriento ed appare per l'ultima volta nel backstage del Destination X mentre interagisce con Eric Young.
Dopo circa due anni di inattività il 9 Maggio 2013 il personaggio viene riproposto nel sito della TNA e Suicide (impersonato da T.J. Perkins) sconfigge il 23 Maggio Petey Williams e Joey Ryan per ottenere una title shot per il titolo TNA X Division Championship e sfida che combatte nello Slammiversary XI perdendo contro Chris Sabin.
Nell'episodio del 27 Giugno, come parte della storyline, viene rivelato che chi veste la maschera di Suicide è lo stesso Perkins ma che questa fu rubata ed utilizzata da Austin Aries per disputare la X Division Championship e vincere il titolo.
Nell'episodio di Impact del 14 Luglio, Perkins veste una versione modificata della maschera di Suicide e prende il ring name di 'Manik' per partecipare ad un three-way match valido per il titolo X Division contro Chris Sabin ed Austin Aries e match che viene vinto da Sabin in un incontro in cui Manik fu sfavorito dall'intervento degli Aces & Eights.
Il 18 Luglio, dopo che Sabin rese vacante il titolo appena vinto, Manik batte nel torneo prima Chavo Guerrero Jr. e Kenny King ed in seguito Greg Marasciulo e Sonjay Dutt in un three-way Ultimate X match vincendo il titolo X Division. Manik difende il titolo da Chris Sabin sia nell'episodio di Impact del 26 Settembre che in quello del Bound for Glory del 20 Ottobre dove però soccombe, in un Ultimate X match che vedeva coinvolti anche Austin Aries, Jeff Hardy e Samoa Joe.
Nel Marzo del 2014 e dopo vari mesi di inattività, al Lockdown Manik viene sconfitto da Tigre Uno in un Steel cage match.
Il 3 Settembre 2015 e dopo più di un anno che il personaggio non fu mai mostrato, Manik ritorna in un episodio di Impact dove viene rapito da James Storm e Sanada, i quali vogliono reclutarlo nella loro stable (che in seguito verrà chiamata 'The Revolution') e vengono attaccati da Homicide e Samoa Joe. Il 23 Settembre il personaggio di Manik chiude con i The Revolution e Perkins si toglie la maschera rivelando il suo vero volto. Perkins in seguito continua a far parte della stable ma senza più vestire il personaggio di Manik.
Nel Luglio 2016, il personaggio di Suicide viene rispolverato per le registrazioni di 'TNA One Night Only X-Travaganza 2016' e viene interpretato dal wrestler indipendente Jonathan Gresham, sconfiggendo David Starr nella stessa notte.
Il ritorno del personaggio di Suicide in televisione avviene nel Marzo 2017 quando la TNA viene rinominata Impact Wrestling. Suicide è stavolta impersonato da Caleb Konley e nella prima apparizione perde in un in a four-way match valido per la X Division Championship.
Il 23 marzo combatte contro Davey Richards e perde con uno schienamento.

## Interpreti
- Frankie Kazarian
- Christopher Daniels
- Austin Aries
- Kiyoshi
- T.J. Perkins
- Jonathan Gresham
- Caleb Konley
- Zachary Wentz